# Request for Comments
IETF Request for Comments, eller forkortet: RFC, er "grundloven" for Internettet. Dvs. egentlig er det kladder, som er udkast til en "rigtig" Internet standard, men måden en Internet standard bliver til på er som regel, at der bliver skrevet og frigivet en RFC. Senere kan der så komme en STD.
Det er en løbende serie af nummererede dokumenter, der siden 1969 har især beskrivet Internettets (oprindeligt: Arpanet) dataprotokoller.
Eksempelvis beskriver RFC 1034 DNS-navnesystemet, RFC 1738 URL-adressesystemet, RFC 2616 HTTP-hypertekstsprotokollen (almindelig browsing), RFC 1459 IRC, RFC 822 E-mail osv.
I dag er RFC den officielle publikationskanal for the Internet Engineering Steering Group, Internet Architecture Board og Internet-samfundet i alm.